# Acacia acellerata
Acacia acellerata é uma espécie de leguminosa do gênero Acacia, pertencente à família Fabaceae.